# Altangerel Perle
Altangerel Perle (ur. 1 lipca 1945) – mongolski paleontolog. Pracuje w Wydziale Paleontologii i Stratygrafii Instytutu Geologicznego w Ułan Bator. Był uczestnikiem wielu wypraw paleontologicznych na pustynię Gobi, opisał szereg gatunków nowych dla nauki, m.in. achillobatora i erlikozaura. Na jego cześć nazwano gatunek Hulsanpes perlei.